# 东风5B型柴油机车
东风5B型柴油机车（DF5B）是一款由中车大连机车车辆研制及销售的调车柴油机车车型，于1996年在东风5型柴油机车的基础上改进设计而成并投入生产。东风5B型柴油机车使用一台装车功率为2,500马力（1,840千瓦）的12V240ZJF型柴油机作为动力装置，牵引传动系统采用TQFR-3000型同步发电机、GTF-4800/770型硅整流机组、ZQDR-410型直流牵引电动机，恒功率励磁控制系统采用由大连机车车辆公司研制的LTQ-II型励磁调节器。

## 概要

### 东风5B型
1995年，大连机车车辆厂根据辽阳石油化纤公司提出的要求，开始在东风5型柴油机车的基础上研制东风5B型厂矿用调车机车。1996年4月，完成了机车全套图纸的编制工作，并开始进入试制阶段。1996年8月14日，东风5B型0001号及0002号机车在大连机车车辆厂落成，同月交付辽阳石油化纤公司使用。与装用8240ZJ型柴油机的东风5型柴油机车相比，东风5B型柴油机车使用12V240ZJF型柴油机，柴油机装车功率由1,800马力（1,324千瓦） 提高至2,500马力（1,840千瓦），机车标称功率亦由1,400马力（1,040千瓦）提高至2,000马力（1,500千瓦），柴油机安装、机油和冷却水系统布置、机车主电路等方面也作出相应改变，以适应柴油机输出功率的提升。牵引传动系统仍与东风5型柴油机车相同，采用TQFR-3000型同步发电机、GTF-4800/770型硅整流机组、ZQDR-410型直流牵引电动机，恒功率励磁控制系统采用由大连机车车辆厂研制的LTQ-II型励磁调节器。
截至2015年为止，大连机车车辆厂生产了76台东风5B型柴油机车（0001~0076），主要用户包括中国石油辽阳石油化纤公司、调兵山铁法煤业集团、中国石油齐鲁石化公司胜利炼油厂、鞍山钢铁集团有限公司、中国石化石家庄炼化分公司、中国石油兰州化学工业公司、东风汽车集团铁路运输处、广西方元电力公司来宾电厂、辽宁华电铁岭发电有限公司、山西晋煤集团、凌源钢铁集团公司等。

### 东风5BG型
2003年11月，合九铁路有限责任公司向大连机车车辆厂订购一台调车机车，该机车在原来东风5B型机车上作进一步改进，称之为东风5B改型或东风5BG型柴油机车。东风5BG型柴油机车可选用12V240ZJB型柴油机。牵引传动系统仍采用TQFR-3000型同步发电机、GTF-4800/770型硅整流机组、ZQDR-410型直流牵引电动机。车体结构以东风10DD型柴油机车为基础，车体侧门采用东风5D型柴油机车的结构形式。2004年，东风5BG型0001号机车交付合九铁路有限责任公司，担当安庆北站的货物列车编组任务。

### 衍生车型
1999年，因应各地地方铁路和厂矿企业对大功率调车机车的需求，大连机车车辆厂在东风5B型柴油机车为基础上研制出东风10DD型柴油机车。该型机车应用了通用化、系列化、模块化、标准化的设计理念，以便满足不同用户对机车提出的各种要求。机车装用一台12V240ZJD型柴油机，柴油机装车功率为3,000马力（2,200千瓦），机车标称功率为2,550马力（1,880千瓦）。牵引传动系统采用TQFR-3000型同步发电机、GTF-5000/1250型硅整流机组、ZD109B型直流牵引电动机。

## 技术特点

### 总体布置

#### 基本结构
东风5B型柴油机车是调车及小运转用的六轴柴油机车，机车标称功率为2,000马力（1,500千瓦），构造速度为100公里/小时，运转整备重量为135吨，轴重为22.5吨。机车采用外走廊式及中梁承载的罩式车体结构，车体所有载荷均由车体底架承担，车体底架长度为18,000毫米，车钩中心线间距为18,800毫米，车体宽度为3,305毫米，车体高度为4,532.5毫米。车身两侧和两端设有行走通道，车体两侧设有供乘务人员检修设备的拉门。车体底架两端装有13号上作用车钩、牵引缓冲装置和排障器。车体底架下部两台转向架之间吊挂着一个容量为5,700升的燃油箱，燃油箱两侧设有铅酸蓄电池组。

#### 设备布置
机车从前到后分别为辅助室、冷却室、动力室、司机室和电气室，其中电气室方向为短罩端，辅助室方向为长罩端。辅助室内设有预热锅炉、空气压缩机、膨胀水箱、总风缸、手制动机等设备。冷却室内设有冷却水系统和散热装置，冷却室顶部装有一个由静液压马达传动的轴流式冷却风扇，冷却风扇直径为1,600毫米，冷却室两侧共设有30个铜管带式散热器单节，冷却室下部设有静液压变速箱和前转向架牵引电动机通风机。机车设有两套独立的循环冷却水系统，分别为冷却柴油机的高温冷却水系统（10个散热器单节），以及冷却增压空气、机油、静液压传动油的低温冷却水系统（20个散热器单节）。
动力室内安装了一套柴油发电机组，柴油机输出端通过牵引发电机连接起动变速箱，并通过该变速箱驱动励磁机、起动发电机、后转向架牵引电动机通风机；动力室内并设有空气滤清器、燃油滤清器、燃油输送泵、机油滤清器、机油热交换器、硅整流柜、励磁整流柜等设备。司机室内设有包含主控制器、操纵按钮、空气制动阀、仪表和信号显示装置等设备的司机操纵台。在最初生产的东风5B型0001号至0005号机车上，司机室内有在面向长罩端方向的左侧设有司机操纵台。从东风5B型0006号机车起，部分机车应用户要求将司机操纵台改为设于面向短罩端方向的左侧，并降低了电器室的车体高度以改善司机的瞭望视野。电气室内设有高低压控制电器柜。空气制动装置采用JZ-7型空气制动机，并配备一台NPT5型电动空气压缩机。

### 柴油机
东风5B型柴油机车装用一台由大连机车车辆厂设计及制造的12V240ZJF型柴油机，属于240/275系列柴油机产品之一，许多零部件能够和同系列的16V240ZJC、12V240ZJ、12V240ZJD型柴油机通用互换。12V240ZJF型柴油机是一款12气缸、四冲程、V型结构、直接喷射、废气涡轮增压、增压空气中间冷却的中速柴油机。气缸内径为240毫米，活塞行程为275毫米，气缸V形夹角为50°，额定转速为每分钟1,000转，最低空载转速为每分钟430转，标定工况下的平均有效压力为1.626兆帕（每平方厘米16.58公斤），UIC标定功率为2,740马力（2,020千瓦），装车功率为2,500马力（1,840千瓦），标定工况运转时的燃油消耗量为160克/有效马力·小时（217.6克/有效千瓦·小时）。
柴油机机体采用由整体铸钢悬挂式主轴承座和板件组焊成的铸焊组合结构，并采用内外纵分隔的箱形结构和半隧道式的拱形曲轴箱。柴油机并采用钢顶铝裙组合式内油冷活塞、合金球墨铸铁曲轴、耐热合金铸铁汽缸盖、合金钢锻压并列连杆、簧片式弹性联轴节、单螺旋柱塞喷油泵。柴油机采用定压增压系统，配备两台ZN248型涡轮增压器。柴油机采用由步进电机驱动的无级调速联合调节器，司机控制器采用不等间隔转速的八档无级调速控制，低挡位时转速间隔较大，高挡位时转速间隔较小。空气过滤装置采用V型波浪滤网、多旋流管式惯性滤清器、纸质滤清器组成三级空气滤清器。柴油机由ZQF-80型起动发电机起动，其电源由蓄电池供给。柴油机完成起动后，起动发电机由直流串励电动机变为直流他励发电机，并通过电压调整器输出110伏直流电，作为辅助发电机使用，用来给蓄电池充电并和向辅助电路及控制电路供电。 

### 传动系统
东风5B型机车采用交—直流电传动装置，柴油机曲轴通过联轴节驱动一台交流同步发电机发出三相交流电，经由硅二极管组成的三相桥式整流装置整流为直流电后，再将电能输送给两台转向架上的六台直流牵引电动机，通过传动齿轮驱动轮对。东风5B型机车的主发电机、牵引电动机、硅整流机组、起动发电机和励磁机型号均与东风4B型柴油机车相同。

#### 牵引发电机
牵引发电机采用TQFR-3000型三相交流同步发电机，额定容量为2,985千伏安，额定电压为438／613伏特，额定电流为3,936／2,805安培，额定转速为每分钟1,100转，定子及转子绝缘等级均为F级，冷却方式为径向自通风式，主发电机净重为4,985公斤。牵引发电机的励磁电流由一台专门的励磁机供给（下述），励磁机由柴油机通过起动变速箱驱动，其发出的交流电经励磁整流器转换为直流电后，给发电机的转子励磁绕组励磁。

#### 整流装置
牵引发电机发出的三相交流电由硅整流装置转换成直流电，整流装置是由硅二极管元件组成的三相桥式全波整流电路。东风5B型机车采用与东风4B型柴油机车相同的GTF-4800/770型硅整流装置，由六个串联的整流桥臂组成，每一桥臂有六个并联的ZP500-20型风冷平板式整流二极管，每台整流柜共有36个二极管元件，硅整流装置的最大直流输出电压为770伏特，额定直流输出电流为4,800安培。

#### 牵引电动机
牵引电动机采用ZQDR-410型四极串励直流电动机，额定功率为410千瓦，额定电压为550伏特，额定电流为800安培，额定转速为每分钟640转，最高转速为每分钟2,365转，定子及电枢绝缘等级分别为H级和B级，冷却方式为强迫通风。牵引电动机采用全并联连接、无磁场削弱。

### 控制系统
东风5B型柴油机车的控制系统采用由大连机车车辆厂研制的LTQ-II型励磁调节器，同时还保留了由联合调节器油马达驱动功调电阻的励磁调节装置，两者进行牵引工况时的恒功率控制，弥补了联合调节器功调电阻励磁系统反应时间长、动态性能差、在柴油机转速每分钟430～700转以内不能进行恒功调节之缺陷，使柴油机在每分钟430～1000转范围内保持恒功率调节，并可自动控制机车起动电流增长率和恒制动功率。当功调电阻励磁调节装置发生故障时，微机控制的励磁调节器仍然可以独立运作。
功调电阻励磁调节装置采用由联合调节器伺服油压马达带动变阻器的方式，整个系统主要由测速发电机、励磁机、励磁整流柜和联合调节器的功率调节滑阀等环节组成。励磁机励磁电流是由柴油机经启动变速箱驱动的测速发电机供电。测速发电机是一台他励直流发电机，测速发电机的励磁电流是由110伏直流电经一个功率调节电阻供给，功率调节电阻的滑动触点由联合调节器上的功率伺服油压马达带动，它根据柴油机工作状况（欠载或过载）自动地调节可变电阻器的阻值，从而改变测速发电机的励磁电流，并经测速发电机和励磁机二级放大后，间接地改变了牵引发电机的输出功率。
微机控制的LTQ-II型励磁调节器是以英特尔MSC-51单片机为核心，由逆变插件、斩波插件、电源插件、扩展插件、控制插件、调整插件组成。在牵引工况时，该系统接收从传感器发送的各种反馈信号，包括柴油机转速、发电机输出电压、发电机输出电流和机车速度信号，由中央处理器将发电机电压、电流、功率的信号电压，与对应于某个柴油机转速下的预设基准电压进行比较，经过比例积分运算后输出一组数字信号，再经由数字—模拟转换器将之转换成模拟信号电压，由PWM脉宽调制器来控制测速发电机之励磁电流。
2001年，在晋煤集团向大连机车车辆厂订购的两台东风5B型机车上，采用具备遥控功能的恒低速微机控制系统，该微机控制系统是以大连机车车辆厂研制的DLC微机控制系统为基础，这是一个以英特尔80C196KC微处理器为核心的多功能实时控制系统，并在原有的柴油机转速控制、发电机恒功率控制、辅助发电控制、过渡控制及实时异步串行通讯等功能之外，增加了遥控及恒低速控制功能。机车操纵人员可以通过遥控器在1,200米范围内操纵机车，机车在0.5~3公里/小时的速度范围内进行低恒速运转。 

### 转向架
机车轴式为Co-Co，走行部为两台相同的无导框式三轴转向架。转向架的主要结构与东风5型柴油机车完全相同。转向架采用钢板组焊成封闭式箱形结构的“目”字形构架。轮对轴箱内装有圆柱滚子轴承，轴箱定位装置采用拉杆式弹性定位结构，轴箱通过装有橡胶关节元件的上、下轴箱拉杆与构架相连接，实现轴箱相对于构架的横向和纵向定位。转向架采用四点支承的旁承装置，车体全部重量通过八个旁承由两台转向架支承，转向架与车体间还设有缓冲侧挡装置。弹簧悬挂装置分为一系和二系悬挂两部分。一系悬挂采用独立悬挂形式，包括轴箱与构架之间的轴箱圆弹簧，以及用于衰减吸收来自轨道高频振动的橡胶垫，以及在1、3、4、6轴装有并列的液压减震器；二系悬挂为转向架构架与车体之间的旁承橡胶堆，一系及二系悬挂静挠度为118毫米和16毫米。牵引力和制动力通过低位平行四杆牵引杆机构传递，牵引点至轨面距离725毫米。
牵引电动机采用单侧齿轮传动的轴悬式驱动方式（滑动抱轴承式半悬挂），即牵引电动机的一侧通过抱轴瓦（滑动轴承）刚性地支承在车轴上，另一侧通过弹性元件（橡胶垫）和吊杆悬挂在转向架构架上。全部牵引电动机采用顺置排列方式，即牵引电动机都放在车轴的同一侧，可以有效地减少轴重转移的幅度，牵引齿轮传动比为4.5（63：14）。基础制动方式为带闸瓦间隙自动调节器的单元制动装置（可按用户需要加装弹簧停车制动装置），采用单侧双闸瓦制动和粉末冶金闸瓦。

## 车辆保存
- 东风5BG型0001号机车：由大连机车车辆有限公司于2004年制造，曾配属合九铁路有限责任公司机辆事业部和上海铁路局合肥机务段，自2018年停用以后封存在合肥机务段内。

## 参看
- 东风5型柴油机车
- 东风5D型柴油机车
- 东风10DD型柴油机车
- 东风4DD型柴油机车

## 外部連結
- （简体中文）中国北车股份有限公司：东风5B型调车内燃机车产品介绍Archive.today的存檔，存档日期2013-04-25